# Robert Luther
Karl Theodor Robert Luther, född 16 april 1822 i Schweidnitz i den preussiska provinsen Schlesien (nuv. Świdnica i Polen), död 15 februari 1900 i Düsseldorf, var en tysk astronom.
Luther blev 1851 direktor efter Franz Brünnow vid observatoriet i Bilk vid Düsseldorf. Han ägnade sig huvudsakligen åt observationer av asteroiderna, av vilka han 1852–1890 upptäckte 24, samt deltog i utarbetandet av de så kallade akademiska stjärnkartor, som utgavs av Berlinakademien. 
För sina vetenskapliga förtjänster erhöll han sju gånger (1852–1861) Lalandepriset av Franska vetenskapsakademin, invaldes 1854 till medlem av Royal Astronomical Society i London och blev 1855 hedersdoktor vid Bonns universitet.
Två av hans upptäckter har senare visat sig ha ovanliga egenskaper: Dubbelasteroiden 90 Antiope och den långsamt roterande 288 Glauke.
Asteroiden 1303 Luthera och kratern Luther på månen har fått sina namn till hans ära.

## Upptäckter
| 17 Thetis     | 17 april 1852     |
| 26 Proserpina | 5 maj 1853        |
| 28 Bellona    | 1 mars 1854       |
| 35 Leukothea  | 19 april 1855     |
| 37 Fides      | 5 oktober 1855    |
| 47 Aglaja     | 15 september 1857 |
| 53 Kalypso    | 4 april 1858      |
| 57 Mnemosyne  | 22 september 1859 |
| 58 Concordia  | 24 mars 1860      |
| 68 Leto       | 29 april 1861     |

| 71 Niobe       | 13 augusti 1861   |
| 78 Diana       | 15 mars 1863      |
| 82 Alkmene     | 27 november 1864  |
| 84 Klio        | 25 augusti 1865   |
| 90 Antiope     | 1 oktober 1866    |
| 95 Arethusa    | 23 november 1867  |
| 108 Hecuba     | 2 april 1869      |
| 113 Amalthea   | 12 mars 1871      |
| 118 Peitho     | 15 mars 1872      |
| 134 Sophrosyne | 27 september 1873 |

| 241 Germania | 12 september 1884 |
| 247 Eukrate  | 14 mars 1885      |
| 258 Tyche    | 4 maj 1886        |
| 288 Glauke   | 20 februari 1890  |